# Paraguay (fiume)
Il fiume Paraguay è la principale arteria fluviale del Paraguay, nasce in Brasile e scorre brevemente per la Bolivia, attraversa da nord a sud il Paraguay, quindi forma il confine meridionale del Paraguay con l'Argentina fino a sfociare alla destra del fiume Paraná.

## Il corso del fiume

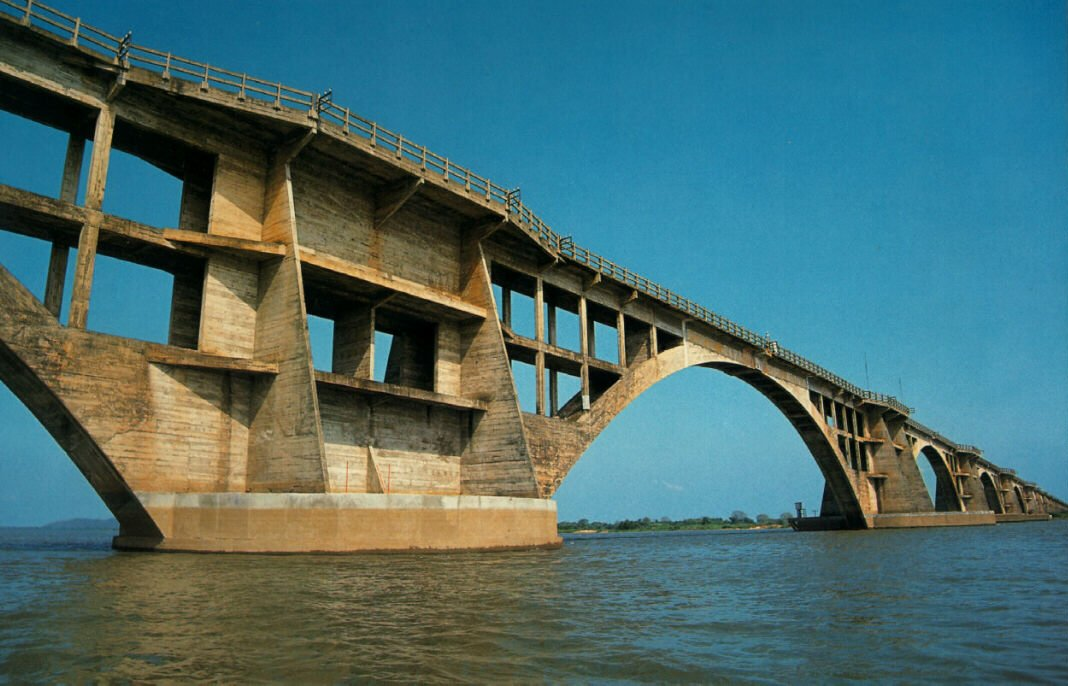
Ponte della "Estrada de Ferro Noroeste do Brasil" nel Corumbá, Mato Grosso del Sud, sopra il fiume Paraguay, alla frontiera tra Brasile e Bolivia

Il fiume Paraguay nasce nella località di Sete Lagoas, nella regione brasiliana del Mato Grosso, a sud della città brasiliana di Diamantino.
La parte alta del suo corso attraversa alcune delle più grandi paludi d'America: la palude del Gran Pantanal (che fino al XIX secolo era chiamata Laguna de Xarayes) e la palude di Bañados de Otuquis.
I suoi principali affluenti nel suo corso alto sono il Yaurú (Jaurú secondo la grafía portoghese) che sfocia alla destra del Paraguay e che storicamente fu uno dei confini del Viceregno di Río de la Plata, e fu, fino al 1870, il confine tra Paraguay e Brasile nella regione del Chaco.
Presso il parallelo 17°58' S il fiume Paraguay riceve alla sua sinistra il ricco affluente Cuiabá; subito dopo esser passato vicino a Puerto Súarez e Corumbá riceve alla sua sinistra, già nel suo corso medio, il ricco Miranda (o Mbotetey).

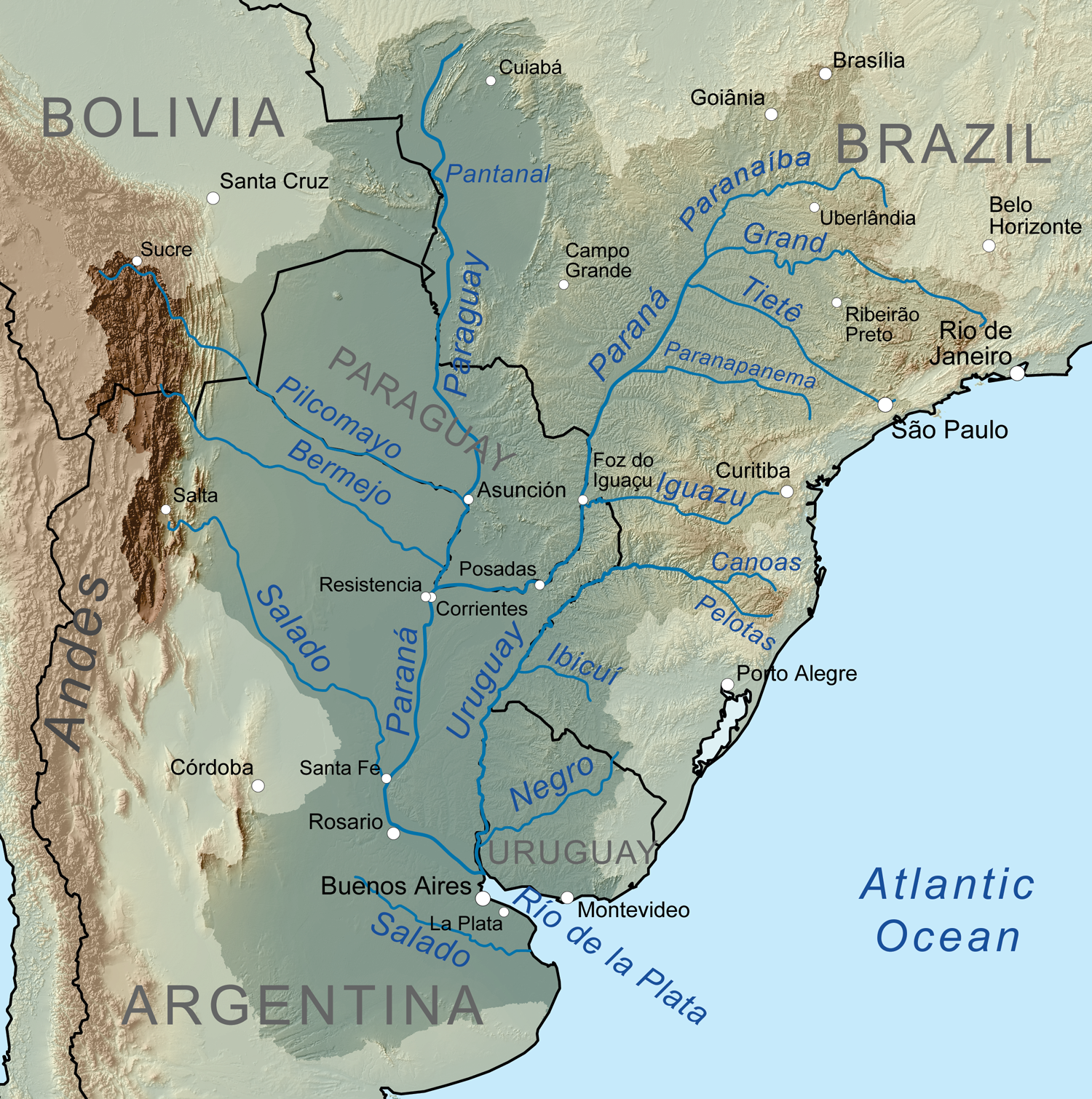
Bacino del Río de la Plata.

Presso il parallelo 19°57' S riceve alla sua destra le acque del fiume Bambural (o Tucava); presso il parallelo 20°S il Paraguay forma una curva pronunciata chiamata Bahía Negra, poi passa la città paraguayana di Fuerte Olimpo e riceve dall'est, alla sua sinistra, le acque dei fiumi Aquidabán del Norte (in portoghese: Aquidabã) e il Río Blanco (o Branco), più l'affluente di sinistra l'Apá che dal 1870 costituisce la frontiera tra Brasile e Paraguay.
Quindi riceve dal Gran Chaco le acque del Río Verde (conosciuto anche come Yavavery o Fogones), ed è alla confluenza con questi che comincia il corso basso del fiume Paraguay. Più a sud, quasi al livello del Tropico del Capricorno il Paraguay passa presso l'antica città di Concepción che si trova immediatamente a nord della confluenza, dalla destra, del fiume Ypané.
Successivamente quando il fiume passa tra le città di Asunción (Paraguay) e Clorinda (Argentina) riceve alla sua destra il fiume Pilcomayo che, venendo dalla Bolivia, attraversa il Gran Chaco in Argentina e Paraguay.
Quindi passa di fronte alla città argentina di Formosa, riceve alla sua sinistra il fiume Tebicuary, poi alla sua destra il fiume Bermejo quasi di fronte alla città paraguayana di Pilar.
Infine il fiume Paraguay sfocia nel fiume Paraná dopo più di 2500 km di percorso e con una portata media di 4300 metri cubi al secondo.

## Utilizzo

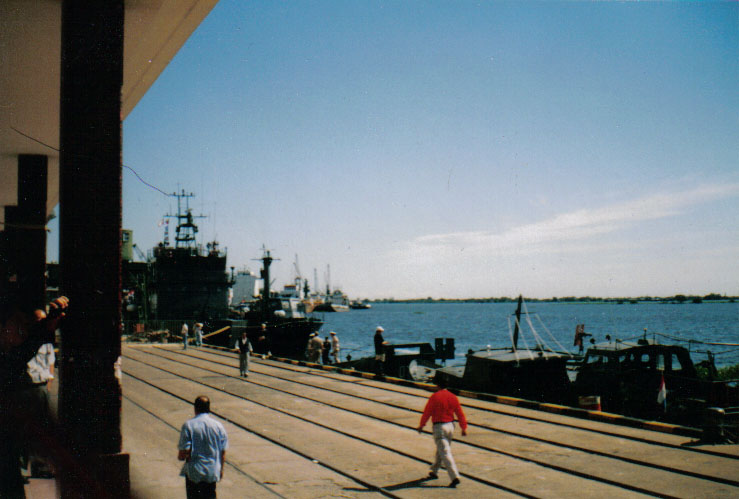
Porto con fondale alto sul fiume Paraguay ad Asunción, Paraguay

Il fiume Paraguay è il secondo fiume nel bacino idrico del Río de la Plata, il quale copre una vasta estensione di territorio che include gran parte del nord dell'Argentina, del sud del Brasile, dell'Uruguay, parti della Bolivia e tutto il Paraguay.
A differenza di molti degli altri grandi fiumi di questo bacino idrico, il Paraguay non presenta lungo il suo percorso dighe per la generazione di energia idroelettrica, e quindi è navigabile per una lunga distanza, secondo solo al Rio delle Amazzoni per lunghezza navigabile nel continente sudamericano.
Questo ne fa un'importantissima via navale e commerciale, garantendo il vitale collegamento con l'oceano Atlantico per Paraguay e Bolivia, che non hanno sbocchi sul mare. Serve molte città importanti come Asunción e Concepción in Paraguay e Formosa in Argentina.
Il fiume è anche una fiorente risorsa economica grazie alla pesca ed all'irrigazione per l'agricoltura lungo il suo percorso. È anche fonte di sostentamento per molti poveri pescatori che vendono pesce nei mercati locali, oltre a consumarlo in famiglia.
Questo ha creato problemi nelle grandi città come Asunción, dove contadini caduti in miseria dall'interno del paese hanno popolato le rive del fiume in cerca di una vita più facile. Le piene stagionali del fiume che allagano le rive costringono molte migliaia di residenti a cercare alloggio temporaneo finché le acque non tornano nel loro letto abituale. L'esercito paraguayano ha ospitato gli sfollati all'interno dei poligoni militari.

## I porti fluviali sul Rio Paraguay
| Città portuaria     | Chilometri dalla foce | Chilometri da Buenos Aires | Commenti |
| ------------------- | --------------------- | -------------------------- | -------- |
| Formosa (Argentina) | 207                   | 1.447                      |          |
| Pilcomayo           | 374                   | 1.614                      |          |
| Porto Murtinho      | 992                   | 2.232                      |          |
| Esperanza           | 1.389                 | 2.629                      |          |
| Manga               | 1.458                 | 2.698                      |          |
| Ladário             | 1.525                 | 2.765                      |          |
| Corumbá             | 1.530                 | 2.770                      |          |
| Puerto Suárez       | 1.532                 | 2.772                      |          |
| Cáceres             | 2.250                 | 3.490                      |          |

## Il controverso progetto Hidrovia
Il fiume Paraguay è la principale via d'acqua della palude del Pantanal che si trova nel sud del Brasile, nel nord del Paraguay e parti della Bolivia.  Anche se in gran parte ignorato dai massmedia di tutto il mondo, in favore di paludi più famose nell'Amazonia, il Pantanal è attualmente la più grande palude tropicale del mondo con un ecosistema che dipende principalmente dalle acque del fiume Paraguay. Tuttavia il fiume, essendo importante come via navigabile attraverso Brasile, Argentina e Paraguay è anche importante per lo sviluppo commerciale e industriale di questi paesi.
Nel 1997 i governi delle nazioni che si affacciano sul bacino del Río de la Plata hanno promosso un piano dell'agenzia per la Commissione Intergovernativa dell'Hidrovia (CIH) per trasformare i fiumi in una via fluviale industriale per aiutare a ridurre i costi nelle esportazioni di prodotti dalla zona, in particolare la soia ed il mais che l'area coltiva ed esporta abbondantemente. Il piano propose di costruire più centrali idroelettriche lungo alcuni corsi d'acqua, assieme ad uno sforzo massiccio nella ristrutturazione delle vie navigabili, soprattutto in Paraguay, attraverso dragaggi, rimozione di rocce e ristrutturazione di canali.
Studi indipendenti hanno indicato che l'incanalamento del Paraguay avrebbe abbassato il livello del fiume con un impatto devastante sul delicato ecosistema del Pantanal, ma le nazioni membro del CIH erano determinate ad andare avanti con l'attuazione del piano.
Con l'aiuto della coalizione Rios Vivos nell'educazione della gente sugli effetti del progetto si è riusciti a ritardarlo, e le nazioni coinvolte hanno accettato di riformulare il piano.
Il piano definitivo è ancora incerto, quindi anche l'effetto finale che avrà sul Pantanal e sull'ecologia di tutto il Río de la Plata non è ancora stato stimato.
Si discute tuttora se il progetto avrà o no disastrosi effetti sull'ecologia oppure positivi effetti sull'economia nella vasta regione.

## Etimologia
Il nome è indiscutibilmente di origine guaraní: il suffisso ay significa fiume.
Più controverso è il significato di para che più probabilmente deriva da payaguá, nome che i guaraní davano ai membri all'etnia pampida del Chaco e dell'attuale Paraguay Orientale, che nel secolo XVI abitava la zona di confluenza dei fiumi Paraná e Paraguay.
L'etimologia più probabile significherebbe quindi fiume dei payaguás.